# Distrikt Rondocan
Der Distrikt Rondocan liegt in der Provinz Acomayo der Region Cusco in Südzentral-Peru. Der Distrikt wurde am 2. Januar 1857 gegründet. Er besitzt eine Fläche von 183 km². Beim Zensus 2017 wurden 2095 Einwohner gezählt. Im Jahr 1993 lag die Einwohnerzahl bei 4439, im Jahr 2007 bei 2918. Die Distriktverwaltung befindet sich in der auf einer Höhe von 3359 m gelegenen Ortschaft Rondocan mit 236 Einwohnern (Stand 2017). Rondocan liegt knapp 20 km nordnordwestlich der Provinzhauptstadt Acomayo.

## Geographische Lage
Der Distrikt Rondocan liegt im Andenhochland im äußersten Norden der Provinz Acomayo. Entlang der südwestlichen Distriktgrenze fließt der Río Apurímac nach Norden.
Der Distrikt Rondocan grenzt im Westen an die Distrikte Colcha und Paruro (beide in der Provinz Paruro), im Norden und Nordosten an die Distrikte Lucre, Andahuaylillas und Huaro (alle drei in der Provinz Quispicanchi), im Südosten an den Distrikt Acomayo sowie im Süden an den Distrikt Acos.

## Ortschaften
Im Distrikt gibt es neben dem Hauptort folgende größere Ortschaften:
- Kuñutambo (237 Einwohner)
- Papres
- Parara
- Pirque (235 Einwohner)
- San Juan de Quihuares
- Santo Domingo de Sanka